# Gaston-Antoine Rasneur
Gaston-Antoine Rasneur est un évêque du diocèse de Tournai en Belgique, né à Mainvault le 26 février 1874 et mort à Tournai le 23 novembre 1939.

## Biographie
Gaston-Antoine Rasneur est né le 26 février 1874. Il est ordonné prêtre en 1899 et obtient le doctorat en théologie à Université catholique de Louvain en 1902. De 1906 à 1911, il est professeur d'Écriture Sainte au grand sémaire de Tournai. Il est nommé doyen de Châtelet en 1911 et fut vicaire général de 1921 à 1924 Il est ordonné évêque de Tournai en 1924, fonction qu'il occupe jusqu'à sa mort le 23 novembre 1939. Il joue un rôle de premier plan dans la condamnation de l'Action française par le pape Pie XI en 1926.